# Karl Becker (jésuite)
Pour les articles homonymes, voir Karl Becker et Becker.
Karl Josef Becker, né le 18 avril 1928 à Cologne en Allemagne et décédé le 10 février 2015 à Rome,, est un prêtre jésuite allemand et théologien catholique. Professeur de théologie dogmatique à l'Université grégorienne de Rome et consulteur de plusieurs congrégations romaines il est créé cardinal le 18 février 2012.

## Biographie

### Jeunesse et formation
Karl Becker est né de parents profondément catholiques qui évitèrent à leurs quatre fils l'inscription à l’association des jeunes du parti, imposée par le régime national-socialiste. Il entre à la Compagnie de Jésus le 13 avril 1948, après avoir étudié la philologie classique pendant trois semestres à l'Université de Cologne. Après son noviciat, il suit le cycle de philosophie à Munich puis celui de théologie à l'université jésuite Sankt Georgen à Francfort. Il est ordonné prêtre le 31 juillet 1958. Une fois la licence en théologie acquise, il s’inscrit (1960) à la faculte de théologie de l’université grégorienne pour y faire un doctorat.
En 1964, il accède au titre de docteur en théologie en soutenant sa thèse intitulée Die Rechtfertigungslehre nach Domingo de Soto. Das Denken eines Konzilsteilnehmers vor, in und nach Trient (« La Doctrine de la justification pour Domingo de Soto. La pensée d'un père conciliaire avant, pendant et après Trente »).

### Enseignant et théologien dogmatique
Après quelques années d’enseignement de la théologie dogmatique à Sankt Georgen, il est appelé (1969) à l'Université pontificale grégorienne, y devenant professeur extraordinaire en 1971 puis professeur ordinaire en 1975, poste qu'il conserve jusqu'en 2003, devenant alors professeur émérite.
De 1972 à 1985 Karl Becker est le directeur de la revue Gregorianum. Le 15 décembre 1977, le pape Paul VI le nomme consulteur de la Congrégation pour la doctrine de la foi où il collabore, à partir de 1982, avec Joseph Ratzinger, préfet de la congrégation.
Comme théologien dogmatique, il s'intéresse principalement à la discipline des sacrements et de doctrine de la grâce. Il est nommé expert lors du concile Vatican II où il se distingue par ses contributions sur la liberté religieuse et l'œcuménisme. Il participe à la rédaction de la constitution dogmatique Lumen Gentium sur l'Église. Parmi ses activités académiques il dirige de nombreuses thèses de doctorat et publie articles et essais, en particulière sur le « développement du dogme » du concile de Trente au concile Vatican II. Sa dernière publication connue (2010) - Catholic Engagement with World religions. A comprehensive study – s’intéresse, dans le cadre de la « Doctrine de la Grâce » aux rapports entre le catholicisme et les religions non-chrétiennes. 
Devenu pape Benoît XVI, son ami Josef Ratzinger l'implique dans la rédaction de la déclaration conjointe catholique-luthérienne sur la justification par la foi et à partir de 2009, dans les discussions entre le Saint-Siège et la Fraternité sacerdotale Saint-Pie-X.

### Cardinal
Il est créé cardinal par Benoît XVI le 18 février 2012 avec le titre de cardinal-diacre de San Giuliano Martire, dont il est le premier titulaire. Comme d'autres cardinaux jésuites avant lui il demande et obtient la permission de ne pas être ordonné évêque.
Ayant 83 ans en 2012, il a déjà dépassé la limite d'âge pour être électeur, et ne participe donc pas au conclave de 2013 qui voit l'élection du pape François.

## Écrits
- Der Gottesbeweis nach Marechal. Zusammengestellt auf Grund der Mélanges Joseph Maréchal, Pullach 1956
- Die Rechtfertigungslehre nach Domingo de Soto. Das Denken eines Konzilsteilnehmers vor, in und nach Trient., Analecta Gregroriana Rom 1967
- Wesen und Vollmachten des Priestertums nach dem Lehramt, Herder Freiburg 1970
- Trattati sul battesimo, sulla confermazione, sui sacramenti in genere: schemi e bibliografie, (Traité sur le baptême, la confirmation et les sacrements en général: schémas et bibliographie), Université pontificale grégorienne, faculté de Théologie, 1977
- Catholic Engagement with World Religions: A Comprehensive Study (Faith Meets Faith), Orbis Books 2010,  (ISBN 978-1-57075-828-7), coautori: Ilaria Morali, Gavin D'Costa